# Actinotus minor
Actinotus minor är en flockblommig växtart som först beskrevs av James Edward Smith, och fick sitt nu gällande namn av Dc. Actinotus minor ingår i släktet Actinotus och familjen flockblommiga växter. Inga underarter finns listade i Catalogue of Life.

## Bildgalleri

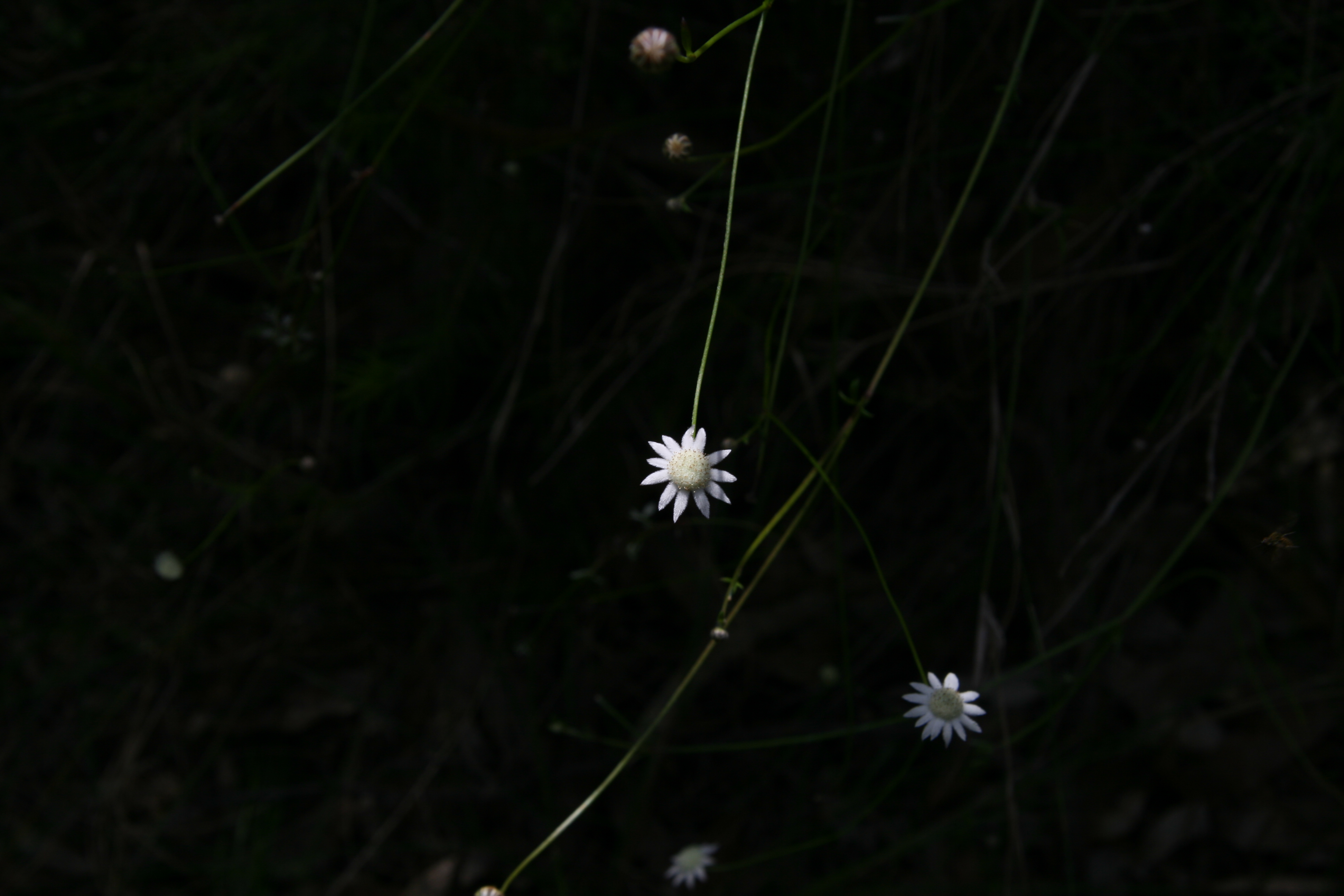